# 蛟河站
蛟河站，位于中华人民共和国吉林省吉林市蛟河市，是长图铁路上的火车站，建于1928年，由沈阳铁路局延吉车务段管辖。

## 車站周邊
- 蛟河市协和医院
- 中国工商银行蛟河支行
- 蛟河市粮食局
- 蛟河市人民政府
- 蛟河市红星小学
- 蛟河农村商业银行
- 蛟河吉银村镇银行蛟河支行
- 中国信合东风储蓄所
- 中国电信蛟河营业厅
- 中国邮政储蓄银行蛟河大街营业所
- 中国邮政储蓄银行红星路支行
- 中国银行蛟河振兴路支行
- 蛟河市国土资源局城区分局
- 蛟河市文化馆
- 中国建设银行蛟河新华大街支行
- 中国移动永安路合作营业厅
- 工人文化宫
- 蛟河市广播电影电视局
- 蛟河市人民医院
- 蛟河客运站
- 中国农业银行蛟河永安支行

## 歷史
- 于1928年6月15日通车运营。

## 外部連結
- 中国铁路客户服务中心 （页面存档备份，存于）